# 莎賓娜·艾媞博柯娃
莎賓娜·艾媞博柯娃（1996年11月5日—），哈薩克族人，為哈薩克女子排球選手。而她亦擁有很好的英語能力，可不需翻譯下完成訪問。

## 出身背景
莎賓娜是哈萨克斯坦女子排球隊隊员，身高182公分，父親是滑雪選手，母親是田徑跑步選手努丽帕·阿勒腾别科娃。高中時期被選入排球校隊，才開始打排球。2014年9月，就讀阿尔法拉比哈萨克国立大学。

## 人物
2014年7月16日至24日，亞洲排球聯合會在台灣台北市所舉辦的2014年亞洲青年女子排球錦標賽，莎賓娜入選哈薩克國家女子排球隊的後備成員，更成為她個人首次參與的國際賽。由於腿长120公分，擁有一雙大眼、皮膚白皙，擁有如模特兒般的九頭身身材比例，於是幾日間便引起傳媒諸多關注，並使得個人的Instagram關注人數暴增許多；不到十天，Instagram的追蹤人數從不到300人爆增到30萬以上。
而不少台灣網友更指出其身材比例超越十頭身，朱學恆更誇口指有如十二頭身，故此開始有「十頭身美少女」或「十二頭身美少女」的稱號。除此之外，其隊友如波媞妮莎雅、拉莫若娃、葛芭朵莉娜及娜狄詩娜亦同時受到媒體關注。台灣各大媒體作出這種熱烈關注程度，甚至歐美小報媒體亦有報導。哈薩克隊最終以第七名作收，而莎賓娜在比賽中出場時間不多，主要為後備球員。而大批傳媒對莎賓娜追訪則令哈薩克隊大為困擾；哈薩克隊教練則抱怨此種現象，稱“不可能像這樣工作的，傳媒這樣集中一個隊員追訪恍似只有一個球員在比賽。”
此後莎賓娜開始出席不同的商業活動，如2014年9月15日，應邀出席哈薩克舉行的第十屆歐亞國際電影節。2014年12月28日至2015年1月1日之間，應邀出席香港奧海城商場的五天香港訪問活動，除夕到數活動及到青衣長發體育館與香港青年女排進行體育交流活動，再次引起傳媒關注。
2015年7月24日，擔任哈薩克「國家婦女事務和家庭人口政策委員會」成員。同年9月17日，日本排球挑戰聯賽GGS企業所屬陽光隊宣布其加盟消息。

## 外部連結
- 莎賓娜的Instagram帳戶
- Сабина Абайқызы Алтынбекова （页面存档备份，存于） VK
- 莎賓娜·艾媞博柯娃 （页面存档备份，存于） at Short Bio
- Сабина Абайқызы Алтынбекова （页面存档备份，存于） Bio
- YouTube上的